# Serge Portelli
Serge Portelli (Costantina, 6 maggio 1950) è un magistrato e avvocato francese.
È fratello del politico Hugues Portelli.

## Carriera
Serge Portelli è stato magistrato dal 1972 al 2018. Dopo l'École nationale de la magistrature (1972-1974), ha prestato servizio come giudice istruttore presso il Tribunale di grande istanza di Melun (1974-1992), poi presso il Créteil (1992-2000), dove ha anche presieduto la Commissione per il risarcimento delle vittime. Nominato vicepresidente del Tribunale di grande istanza di Parigi, ha presieduto la XII Camera penale dal 2000 al 2012. È stato presidente della camera presso la Corte d'appello di Versailles dal 2012 al 2018.
Dal novembre 2001 al giugno 2002 è stato consigliere di Raymond Forni, presidente dell'Assemblea nazionale, su questioni riguardanti la giustizia, gli interni, i diritti umani e le questioni legali.
Ha prestato giuramento come avvocato nel 2019.

## Presa di posizioni
Serge Portelli è noto nei media per le sue posizioni contrarie alle politiche di Nicolas Sarkozy e per il suo impegno militante nel Syndicat de la magistrature. Conduce inoltre, secondo il quotidiano Libération, una "crociata discreta e meticolosa" quando indossa la toga, dimostrando così la sua opposizione alle pene minime e alle linee guida sulla redditività della cancelleria.
Ha pubblicato in particolare Traité de Démagogie appliquée, Sarkozy, la récidive et nous (2006), Sarkozy : une République sous haute surveillance, nel maggio 2007 e Sarkozysme sans Sarkozy nel 2009.